# 1702
1702 (MDCCII) — невисокосний рік.
Епоха великих географічних відкриттів •  Перша наукова революція • Річ Посполита •  Запорозька Січ

## Геополітична ситуація
Османську імперію очолює Мустафа II (до 1703). Під владою османського султана перебувають Близький Схід та Єгипет, Середземноморське узбережжя Північної Африки, частина Закавказзя, значні території в Європі: Греція, Болгарія та Сербія. Васалами османів є Волощина та Молдова.
Священна Римська імперія — наймогутніша держава Європи. Її територія охоплює, крім німецьких земель, Угорщину з Хорватією, Трансильванію, Богемію, Північну Італію. Її імператор — Леопольд I Габсбург (до 1705). Король Пруссії — Фрідріх I (до 1713).
На передові позиції в Європі вийшла Франція, на троні якої сидить король-Сонце Людовик XIV (до 1715). Франція має колонії в Північній Америці та Індії.
Французький король Людовик XIV прийняв корону Іспанії на користь свого родича Філіпа Анжуйського, почалася Війна за іспанську спадщину. Королівству Іспанія належать Іспанські Нідерланди, південь Італії, Нова Іспанія, Нова Гранада та Нова Кастилія в Америці, Філіппіни. Королем Португалії є Педру II (до 1706). Португалія має володіння в Бразилії, в Африці, в Індії, в Індійському океані й Індонезії.
Північ Нідерландів займає Республіка Об'єднаних провінцій. Вона має колонії в Північній Америці, Індонезії, на Формозі та на Цейлоні. Королева Англії — Анна Стюарт (до 1714). Англія має колонії в Північній Америці, на Карибах та в Індії. Король Данії та Норвегії — Фредерік IV (до 1730), король Швеції — Карл XII (до 1718). На Апеннінському півострові незалежні Венеційська республіка та Папська область. Королем Речі Посполитої обрано Августа II (до 1706). У Московії царює Петро I (до 1725).
Україну розділено по Дніпру між Річчю Посполитою та Московією. Діють два гетьмани: Самійло Самусь на Правобережжі, Іван Мазепа (московський протекторат) на Лівобережжі. На півдні України існує Запорозька Січ. Існують Кримське ханство, Ногайська орда.
В Ірані правлять Сефевіди.
Значними державами Індостану є Імперія Великих Моголів, в якій править Аурангзеб, Імперія Маратха. В Китаї править Династія Цін. У Японії триває період Едо.

## Події

### В Україні
- Кошовим отаманом Війська Запорозького обрано Костя Гордієнка.
- 25 січня та 4 травня вийшли універсали короля Речі Посполитої про ліквідацію правобережного козацтва у Київському і Брацлавському воєводствах та Фастові.
- Почалося велике козацьке повстання (Повстання Палія) на підлеглому полякам Правобережжі України.
  - У вересні-жовтні проходить облога Білої Церкви
  - 17 жовтня відбулася битва під Бердичевом.
  - 10 листопада повстанці взяли Білу Церкву.

### У світі
- Триває Велика Північна війна між Швецією та польсько-саксонсько-московським союзом.
  - Шведські війська вторглися на польську територію і завдали відчутних поразок саксонській армії під Торунню і Краковом.
  - 29 травня шведи окупували Варшаву.
  - 9 липня Карл XII здобув перемогу над польсько-саксонськими військами в битві при Клішові.
  - 19 липня московські війська завдали поразки шведам у битві при Гаммельсгофі (територія сучасної Естонії).
  - 10 вересня польський король Август II повертає собі Варшаву.
  - Петро I захопив шведську фортецю Нетеборг і перейменував її в Шліссельбург.
- Анна Стюарт стала королевою Англії.
- Триває Війна за іспанську спадщину між Францією та Великим альянсом Священної Римської імперії, Республіки Об'єднаних провінцій та Англії.
  - 14 травня Великий альянс формально оголосив війну Франції.
  - У Північній Америці починається Війна Королеви Анни.
  - У червні Джон Черчилль захопив Кайзерверт.
  - 23 жовтня англійсько-нідерландський флот захопив гавань іспанського міста Кадіс.
  - Англійські колоністи захопили місто Сейнт-Огастін в іспанській Флориді, але не змогли втримати його.
- Великий візир Османської імперії Хусейн Кепрюлю пішов у відставку й згодом помер.
- Засновано міста Зли́нка (рос. Злынка) на Стародубщині (зараз Російська Федерація) та Мобі́л (англ. Mobile) в США, штат Алабама.

### Наука та культура
- Засновано Вроцлавський університет.
- До цього року належить найстарший зі знайдених зразків перової ручки[1].

## Народились
Дивись також Категорія:Народились 1702
- Томас Баєс, англійський математик і пресвітеріанский священик
- Сава Петрович-Негош — видатний діяч, князь-єпископ і митрополит Чорногорії в період з 1735 року до 1782 року.
- Антоній Міхал Потоцький — польський шляхтич гербу Пилява, військовик, управлінець, дипломат, мемуарист, меценат.
- Леґаль де Кермюр — французький шахіст, учитель славетного Франсуа-Андре Філідора.

## Померли
див. також Категорія:Померли 1702
- Вільгельм III Оранський — король Англії.
- Гамалія Григорій Михайлович[2] — український військовий діяч другої половини 17 століття.
- Хусейн Кепрюлю — великий візир Османської імперії